# Hypertermi
Hypertermi är ett medicinskt tillstånd där kroppens temperatur ökar på grund av att termoregleringen inte fungerar som den ska, och kroppstemperaturen därför överstiger omkring 37,8-38⁰ C. Feber räknas inte som hypertermi eftersom kroppens egen termoreglering höjer temperaturen vid feber.
En typ av hypertermi är värmeslag som orsakas av hög värme, särskilt i kombination med hög luftfuktighet och fysisk ansträngning. Hypertermi kan också bero på olika sjukdomar eller på en reaktion på medicin eller droger. Motsatsen till hypertermi är hypotermi.
Till hypertermi räknades förr feber, förhöjd kroppstemperatur vid kroppslig ansträngning, förhöjd kroppstemperatur på grund av problem att minska kroppsvärmen, samt förhöjd kroppstemperatur till följd av patologiska eller farmakologiska faktorer som påverkar termoregleringen. Av dessa fyra typer skiljer sig feber från de övriga, eftersom det uppkommer vid fungerande termoreglering, ger frossa, samt reagerar på febernedsättande läkemedel. De övriga typerna reagerar på avkylning av kroppen, vilket inte feber gör. Med feber avses i detta sammanhang förhöjd kroppstemperatur vid infektion och liknande tillstånd. Dock kan feber också användas som benämning för de andra tillstånden, och sålunda brukas som synonym för hypertermi.
Hypertermi kan sålunda uppkomma till följd av förhöjd temperatur i omgivningen, när kroppen inte får svalka. Detta tillstånd förekommer vid värmeslag, värmekollaps och värmekramp, och kan ofta uppkomma tillsammans med vätskebrist och saltbrist. Sjukdomar som kan yttra sig i hypertermi innefattar giftstruma, akromegali, skada på hypotalamus (som exempelvis vid hjärnblödning), och delirium tremens. Det är vidare ett symtom på serotonergt syndrom, samt förekommer som biverkning på neuroleptika. Somliga är känsliga för narkos och kan då drabbas av malign hypertermi. Graden hypertermi kan ange allvaret i tillståndet. Medan giftstruma yttrar sig i måttligt förhöjd kroppstemperatur, kan en tyrotoxisk kris yttra sig i ännu högre temperatur vilket i så fall är ett akut tillstånd.
Hypertermi kan framkallas frivilligt. Det används som behandling av cancertumörer. Det uppkommer vidare vid bastubad, då kroppstemperaturen kan stiga uppåt två hela grader. Om modern drabbas av hypertermi under graviditet kan de orsaka missbildningar på fostret för flera djurarter, troligen också människan.